# Изи Страдлин
Изи Страдлин  (на английски: Izzy Stradlin, с истинско име Джефри Дийн Исбъл, Jeffrey Dean Isbell) е американски музикант, познат от хардрок групата Гънс Ен Роузис от 1985 до 1991. Роден е на 8 април, 1962 в Лафайет, Индиана. Откакто е напуснал групата през 1991, Страдлин е издал седем самостоятелни соло албума. Той също свири като гост на турнето на Гънс Ен Роузис през 2006 година Chinese Democracy World Tour.

## Биография

### Ранен живот
Изи Страдлин е роден с името Джефри Дийн Исбъл на 8 април 1962 г., в Лафайет, Индиана, където е израснал. Неговите предшественици са англичани, французи и шотландци. За Лафайет Страдлин казва „Беше хубаво да израсна там. Има съдебна палата и колеж, река и жп гара. Беше малък град и нямаше много какво да се прави. Ние карахме колела, пушехме трева, навличахме си неприятности.“
Първите музикални фаворити на Страдлин включвали Алис Купър, Лед Цепелин, и Ролинг Стоунс, но най-голямо влияние му оказала неговата баба, която имала група с нейни приятели. Страдлин накарал родителите си да му купят барабани. Той щял да продължи да свири на барабаните (свирил на тях до 1983), но предпочел да ги смени с китара, защото така му било по-лесно да пише песни, а композиторите имали по-голям шанс да изкарват пари. В гимназията Страдлин започнал да свири в група със свои приятели. Един от тях бил Уилям Бейли, по-добре познат като Аксел Роуз. „В гимназията ние бяхме момчета с дълги коси“. Започнахме да се размотаваме заедно. Свирихме кавъри в гаража. Нямаше клубове, в които да свирим, така че никога не свирихме извън гаража. Аксел беше наистина срамежлив относно пеенето тогава. Но аз винаги съм знаел, че той беше добър певец."

### Гънс Ен Роузис
След завършването си Страдлин решава, че Индиана не му е достатъчна, ако иска да преследва музикална кариера. Той прибрал барабаните си в колата и заминал за Лос Анджелис. Опитал късмета си като барабанист в няколко групи, след това минал на бас за кратко. След няколко години в Лос Анджелис, Страдлин се присъединява към Аксел и те свирят заедно в група наречена Rose (по-късно наричана Hollywood Rose), която е първата група, в която Страдлин свири на китара. През 1984 той за кратко напуснал, за да се присъедини в Sunset Strip staple, която включвала Ники Сикс от Мотли Крю, както и Блаки Лоулес от W.A.S.P.. Както и да е той се завърнал в Rose навреме за завършека на годината в 'Dancing Waters' клуб в Лос Анджелис. Rose се превърнала в Hollywood Rose и те се разделили, преди да станат Гънс Ен Роузис. Ранната история на групата е объркана, но през юни 1985 класическият състав на Гънс Ен Роузис се впуснали в тяхното първо турне, опозореното „Hell Tour“ което ги отвело през американското западно крайбрежие до Сиатъл, роден град на басиста Дъф Маккагън. По това време Страдлин приел „цигански“ вид и започнал да свири на класически изглеждащи китари (с кухо тяло и поли-кухо тяло, като telecasters), и двете са подчинение на неговия идол, китаристът на Ролинг Стоунс Keith Richards.
Когато „Appetite for destruction“ турнето свършило, Страдлин покрай своите колеги от групата Слаш, Дъф и Стивън, започнал тежко пиянстване и наркотици, които били запазена марка на групата. Различен от другите, Страдлин най-накрая решил да превъзмогне изкушението от непрекъснато опиянение и се изчистил. Той казал, че турнето с Aerosmith през 1988 било голям източник на вдъхновение: „Благодаря на Господ, че срещнахме хора, които не бяха прецакани. Аз излязох да гледам и те звучаха поразително! Помислих си, че трябва да минем през тези простотии заедно за да продължим, защото те бяха прави. И с нас, дори тогава, беше като че музиката заема задната седалка от останалите простотии…“
Страдлин често бил виждан като мълчаливия в „най-опасната група на света“ и това станало много по-неприемливо през 1991 в турнето „Use Your Illusion“. Страдлин не пътувал с групата вече. Той и неговата шведска приятелка Аника Кройтер (за която се оженил през 2000) и кучето му
имали частен автобус, който ги водел от шоу на шоу. Той коментирал по-нататък, че това било свързано с усилията му да остане трезвен, докато е сред хора, които все още пият и ползват наркотици.
Страдлин също споменал, че след изритването на Стивън, той чувствал, че звука на Мат Соуръм „не работел“ за групата. Той усещал, че Стивън бил съществен за звука на групата. Също бил забелязан от Аксел и Слаш, че просто не се забавлявал с групата вече и не ѝ се наслаждавал.
Накрая Страдлин напуска групата на 7 ноември 1991 година в средата на световното им турне.

### След Guns N' Roses и по-нататък
След Guns N' Roses той отишъл обратно в Индиана и започнал да записва песните, с които завършва първия си соло албум с групата си Ju Ju Hounds, Izzy Stradlin and the Ju Ju Hounds, издаден през 1992. Музиката била по-отпускаща и по-проста от Use Your Illusion I и II. Те получили честни критики и заминали на световно турне.
През 1993 заместващият Страдлин в Guns N' Roses, Джилби Кларк ранява китката си в катастрофа с мотор и предстоящото европейско турне на групата е в опасност. Било нужно бързо решение и Страдлин можел да запълни дупката. Както и да е след като ангажименти му около турнето приключили, той веднага се върнал в Индиана, за да си вземе почивка от музикалната индустрия. На Страдлин му било обещано да получи възнаграждение, той се почувствал, като че групата го притежава за това.
През тези години той пътувал много и посветил много време на 2 свои силни интереса: състезанията и моторите, и дори построил писта близо до дома си.
През 1998 година Страдлин се завърнал на музикалната сцена с втория си солов албум 117°. Както преди той бил малко заинтересован от рекламата на албума и се съгласил да даде няколко интервюта и да изсвири няколко изпълнения на живо. Оказало се, че ще бъде последният албум на Страдлин издаден под Geffen етикет.
В голямото сливане на компанията с Dreamworks, Страдлин и много други били изгонени (заедно с Дъф Маккагън). През 1999 неговият трети соло албум Ride On, Japan-only албум, бил издаден под Universal Victor етикет. По това време Страдлин всъщност направил малко рекламно турне в Япония.
Четвъртият албум наречен River излязъл през 2001 е издаден от Sanctuary и преиздаден в САЩ от Canoga Park California based indie label Bilawn Records, последван от On Down The Road през 2002.
Няколко от предишните му колеги го помолили да се присъедини във Velvet Revolver, но той отказал поради неговото несъгласие да работи с водещ певец и неговото нежелание за „живот на пътя“.
През 2003 Страдлин записва шестия си албум Like A Dog няколко промо копия били направени, но не бил издаден.
Две години по късно била направена петиция от фен на Страдлин, Уил Вилиърс, да бъдат продадени промо копията на фенове на Страдлин. Петицията била много успешна с над 1000 подписа. Организаторът на петицията, който също хоства голям фен сайт на Страдлин, се свързва с него и Страдлин решава да издаде Like A Dog, продавайки го на феновете си за 20$.
През 2004 Изи Страдлин, Дъф Маккаган и негови колеги от Guns 'N Roses се появяват в албума Bubblegum на Mark Lanegan.
В началото на 2006 Страдлин обявява, за издаването на ексклузивни негови парчета и други неща скрити в мазето му. Той също започнал нов албум.
С приятеля си и бивш колега от Guns N' Roses, Мат Соуръм изглежда, че Страдлин и Аксел са поправили приятелството си, както беше репортирано, че Роуз организирал рождено парти за Страдлин в Ню Йорк.

### Отново с Guns N' Roses
На 17 май 2006 Страдлин се появява на сцената с Guns N' Roses, за да изпълни песните Nightrain, Think About You and Patience. Страдлин също изпълнил шест песни с Guns N' Roses на фестивал в Обединеното кралство на 11 юни 2006, в Прага, Чехия 13 юни 2006 и в Nijmegen, Netherlands на 2 юли 2006. Песните били „Patience“, „Nightrain“, „Used to Love Her“, „Think About You“, „Paradise City“ и"You Could Be Mine„. Той също се появил на сцената в Oslo Spektrum, Норвегия по време на концерта на 8 юли 2006. Страдлин също се появил на сцената с Guns N' Roses по време на многобройните изпълнения в Обединеното кралство.
Изи Страдлин направил своето първо излизане на сцената с GN'R на тяхното турне през 2006 в Северна Америка на първото от трите шоута на Амфитеатъра Гибсън Gibson Amphitheatre в Юнивърсъл Сити (17 декември 2006).
Той е гостувал в Think About You, Used to Love Her, Patience, Nightrain и Paradise City. Също трябвало да се появи на 19-и и 20-и на Амфитеатъра Гибсън за да изсвири същите песни.
Напоследък Страдлин се е чувал с четиримата „оригинални“ изпълнители от групата и е бил в близко до Стивън Адлър около обединителното турне, за което Адлър казва, че ще е „Най-голямото повторно обединение в историята“. Страдлин очевидно харесва идеята.

### Нов албум (Маями)
На 3 май 2007 Изи обявява в www.Chopaway.com, че новият албум ще бъде оповестен в iTunes накъде около май – юни 2007, и на 30 май записът е готов. Албумът е специално пуснат в продажба 'само в iTunes', наличен в САЩ, Канада, Япония, Австралия и Европа едновременно, и не е планирано CD за продажби. Албумът включва 11 парчета записани в Criteria Studios в Маями, включително „Buildings In The Sky“, „Let Go“, „TJ“ и
„FSO Ragga.“ Новият албум е описан от китариста Рик Ричардс като „малко отклоняващ се от „Like A Dog“, но все още не малко шантав“.
На 24 юли 2007 Изи обявява че „Маями“ е бил ремиксиран и преиздаден в iTunes. Всички парчета са били ремиксирани освен „FSO Ragga“. Оригиналният ремикс на Маями вече не е наличен в iTunes.
Изи Страдлин:
„JT Лонгория и аз просто ремиксирахме 10 парчета от албума „Маями“ и сега има много по-високо и силно звучене. Беше направен в Далас в Nomad Studios. Гари Лонг направи главното. Голямо благодаря на тези хора! От днес вече албума го има в I-Tunes. Вие ще чуете разликата… Аплодисменти! Изи.“

## Дискография
| Title                            | Release Date | Label            |
| -------------------------------- | ------------ | ---------------- |
| Izzy Stradlin & the Ju Ju Hounds | 1992         | Geffen           |
| 117°                             | 1998         | Geffen           |
| Ride On                          | 1999         | Geffen           |
| River                            | 2001         | Sanctuary        |
| On Down the Road                 | 2002         | JVC – Victor     |
| Like a Dog                       | 2003         | Internet release |
| Miami                            | 2007         | Internet release |

### Live Albums
| Title                                 | Release Date | Label  |
| ------------------------------------- | ------------ | ------ |
| Izzy Stradlin & the Ju Ju Hounds Live | 1993         | Geffen |

### With Guns N' Roses
| Title                     | Release Date | Label       |
| ------------------------- | ------------ | ----------- |
| Live ?!*@ Like a Suicide  | 1986         | UZI Suicide |
| Appetite for Destruction  | 1987         | Geffen      |
| EP (Live from the Jungle) | 1987         | Geffen      |
| G N' R Lies               | 1988         | Geffen      |
| Use Your Illusion I       | 1991         | Geffen      |
| Use Your Illusion II      | 1991         | Geffen      |
| Live Era: '87-'93         | 1999         | Geffen      |